# Nerotalanlagen
Die Nerotalanlagen sind ein Park in Wiesbaden. Sie befinden sich im Nerotal unterhalb des Nerobergs und erstrecken sich auf ca. 1 Kilometer Länge und umfassen etwa 5,7 ha Fläche.

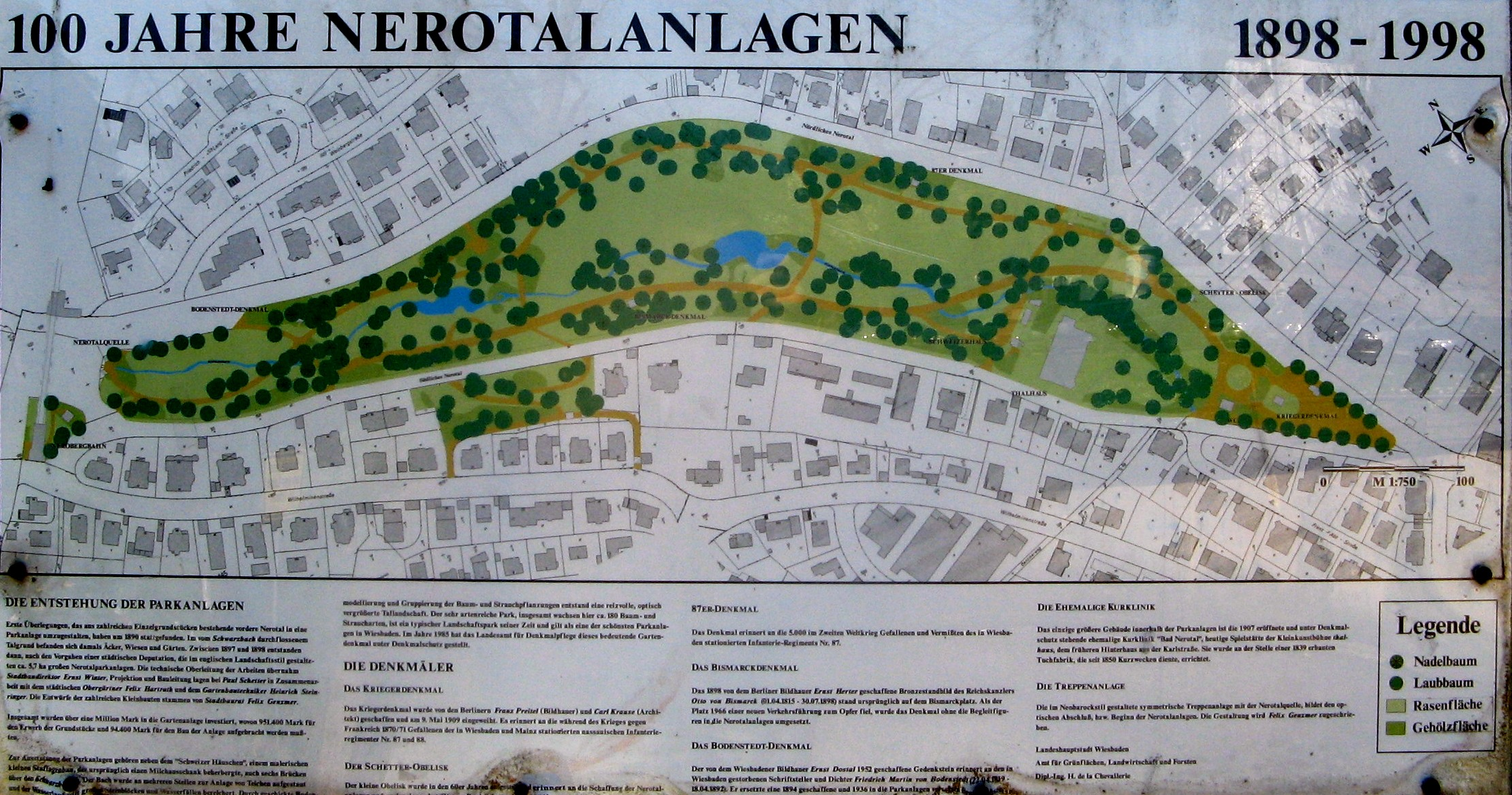
Plan der Nerotalanlagen

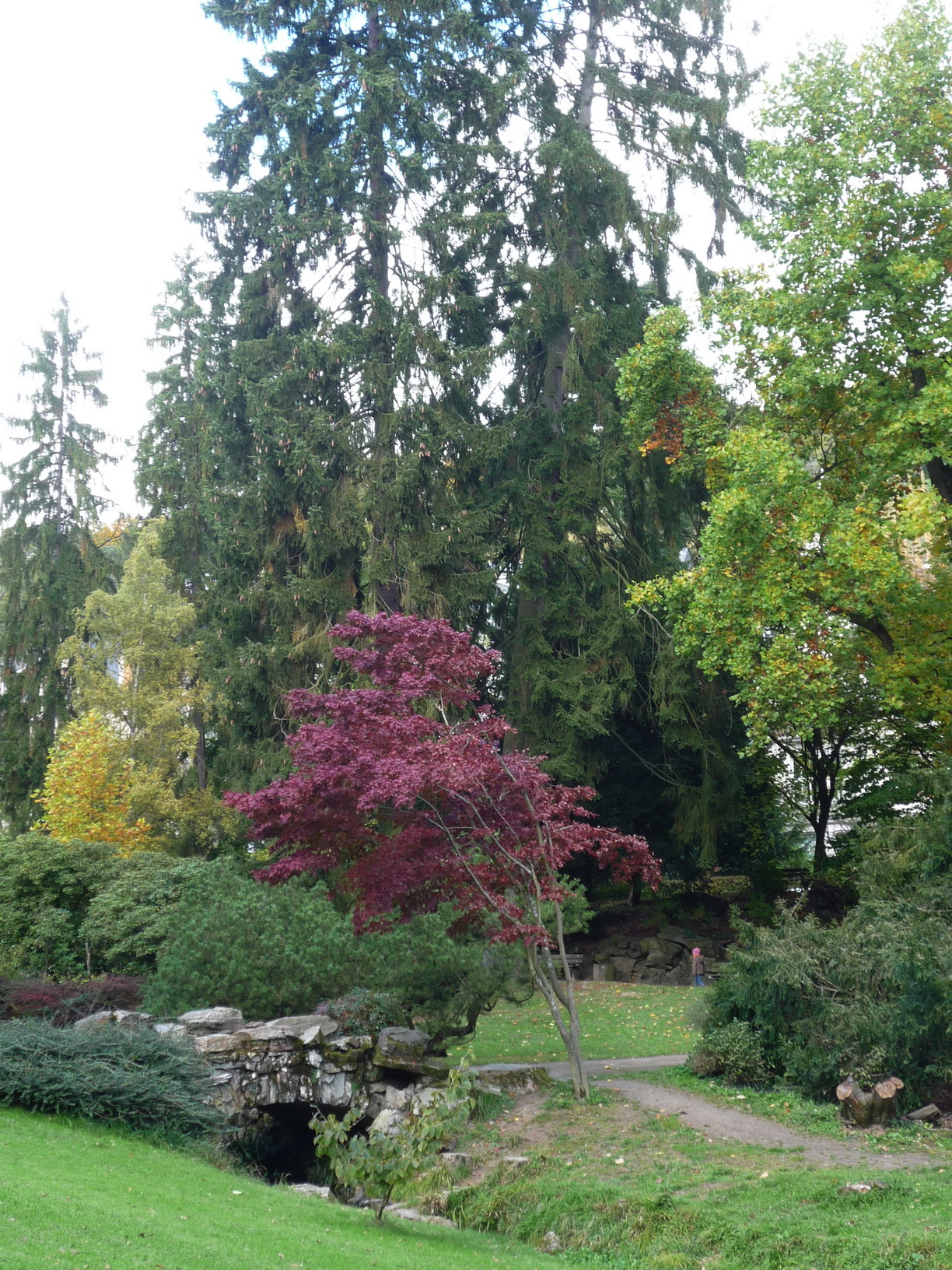
Parkstimmung im Herbst

## Geschichte

Fotografische Collage mit Reservisten in einer gemalten Kulisse des Nerotals im Jahr 1881: Im Vordergrund das einstige Germaniadenkmal am Eingang zum Nerotal, im Hintergrund der Neroberg mit der Griechischen Kapelle und dem Monopteros

Die Anlagen im englischen Landschaftsstil entstanden von 1897 bis 1898. 1985 wurde der Park unter Denkmalschutz gestellt.

## Lage der Nerotalanlagen

Das ehemalige Kurhaus Bad Nerotal, dessen Neubau im Nerotal nach Plänen des Architekten Albert Wolff 1907 eröffnet wurde und in dem sich heute das thalhaus Theater befindet. Darstellung der Hauptfassade in einem Artikel zur Einweihung des Neubaus in der Baugewerks-Zeitung.

Die Parkanlage wird im Norden vom Nerotal mit der Nerobergbahn und im Süden vom Kriegerdenkmal und der Taunusstraße begrenzt. Links und rechts verlaufen jeweils die Straßen Nerotal südlich und Nerotal nördlich.
Das aus Muschelkalk gefertigte Kriegerdenkmal steht bereits seit 1909 am Eingang der Nerotalanlagen. Nach einem Entwurf von Karl Krause wurde es vom Bildhauer Franz Pritel gestaltet und soll an die gewonnenen Schlachten aus dem Deutsch-Französischen Krieg bei Wörth und Weißenburg, Sedan und Paris erinnern. Das Monument ersetzte das 1873 an gleicher Stelle errichtete und 1904 wegen Baufälligkeit abgerissene Germania-Kriegerdenkmal des Bildhauers Hermann Schies.

## Beschreibung
Die Nerotalanlagen werden vom Schwarzbach durchflossen. Der Bach wurde an einigen Stellen zu Teichen aufgestaut und der Wasserlauf mit großen Steinblöcken und Wasserfällen versehen. Er gilt mit den zahlreichen Kastanienbäumen als typischer Landschaftspark seiner Zeit und in der Parkanlage befinden sich Wiesen, ein Kinderspielplatz und historische Denkmäler zu Bismarck und für den Dichter Friedrich von Bodenstedt, der in Wiesbaden von 1878 bis 1892 lebte und auf dem nahe liegenden Nordfriedhof bestattet wurde. Das 87iger Denkmal wurde in der Nachkriegszeit zur Erinnerung an die im Zweiten Weltkrieg gefallenen aus dieser Infanterie-Division geschaffen.
Innerhalb dieses Parks gibt es das denkmalgeschützte Schweizer Häuschen, sowie sechs Brücken über den Schwarzbach. Im südlichen Nerotal liegt das ehemalige Kurhaus Bad Nerotal, dessen Neubau 1907 eingeweiht wurde und in dem sich heute u. a. ein Kindergarten und das Theater thalhaus befinden.
Aus den Exponaten des Wiesbadener Kultursommer 2010 verblieben ebenfalls drei moderne Kunstwerke im Bestand des Parks. Das „Weiße Reh“ von Michael von Brentano, die „Gelbe Bank“ von MADE und von Heike Krebs-Bechtel „Installation 25“ aus Blätterstelen. Der Schetter-Obelisk am Eingang neben dem Kriegerdenkmal erinnert an die Parkgestaltung.

## Denkmäler

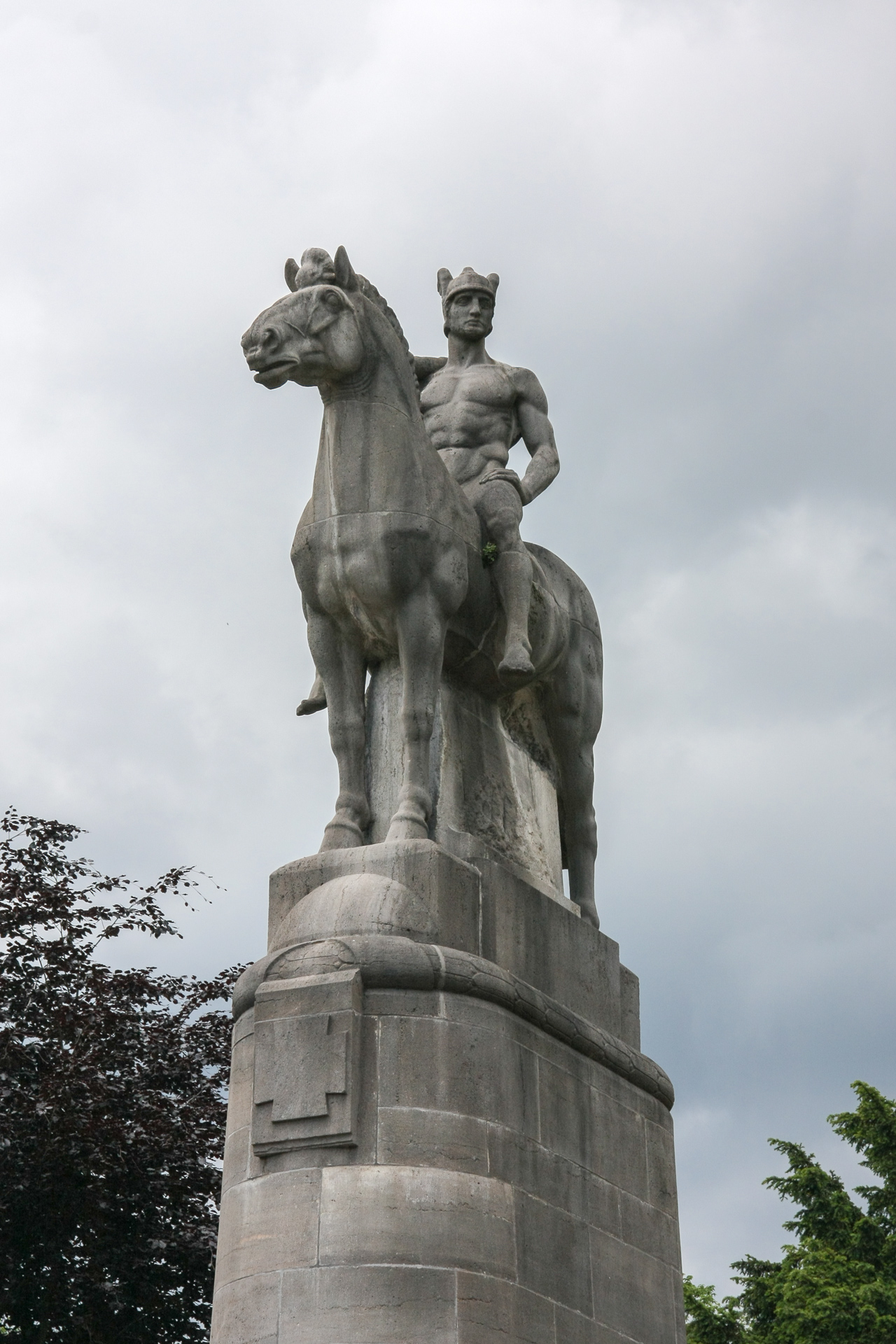
Kriegerdenkmal (Nahaufnahme)
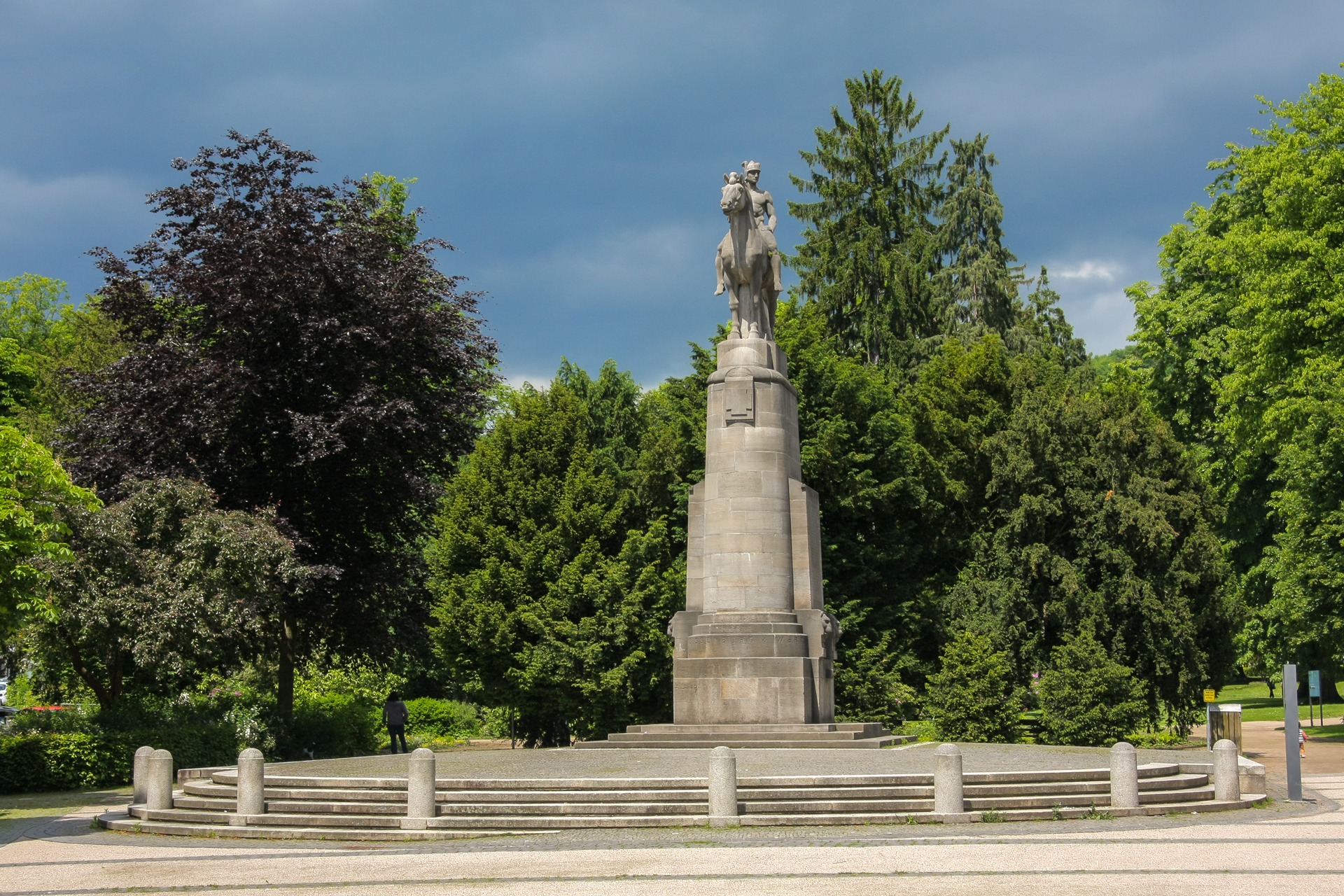
Kriegerdenkmal
Das 1873 errichtete und 1904 abgerissene Germania-Kriegerdenkmal von Hermann Schies am Eingang zum Nerotal, historische Fotografie um 1890
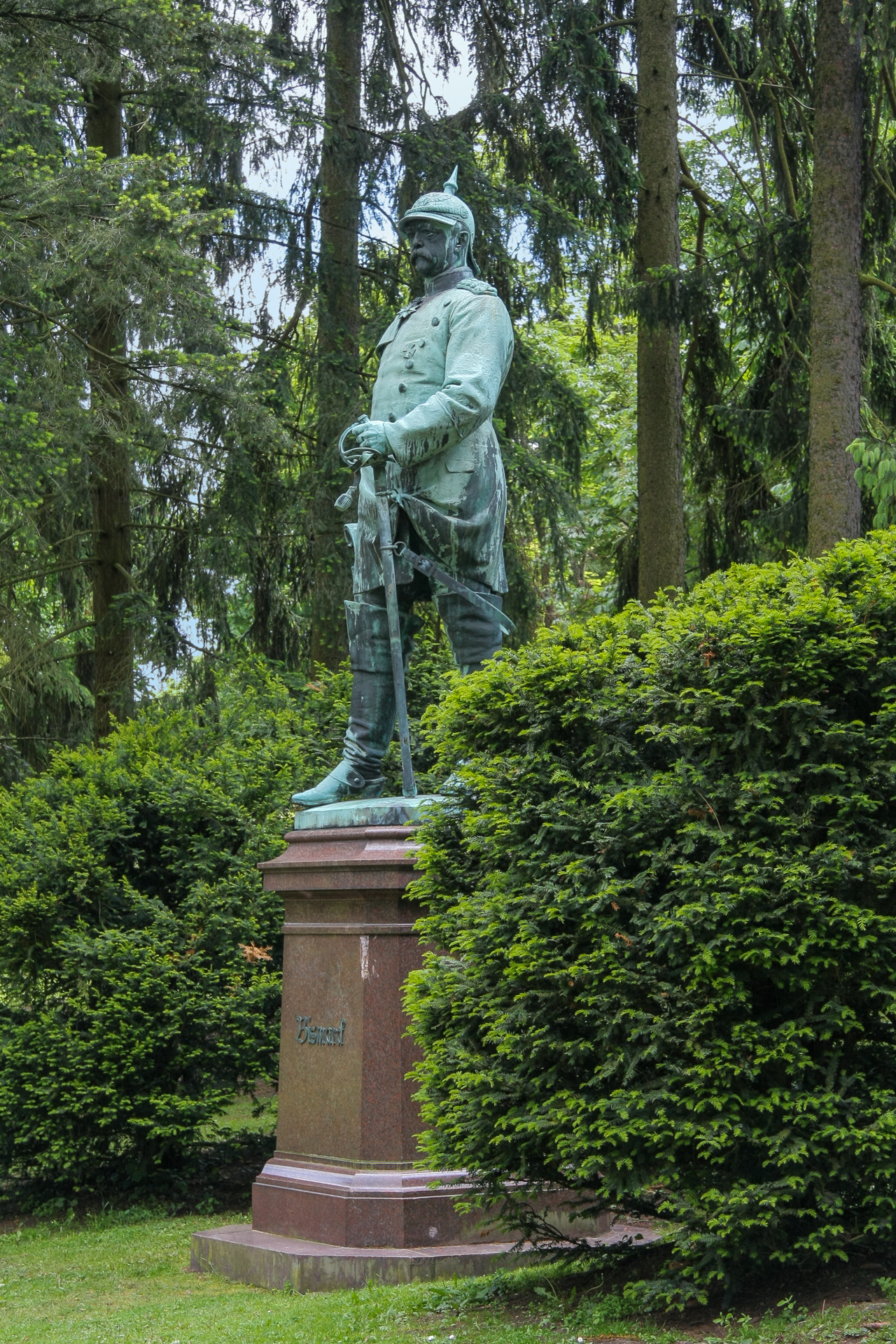
Bismarck-Denkmal
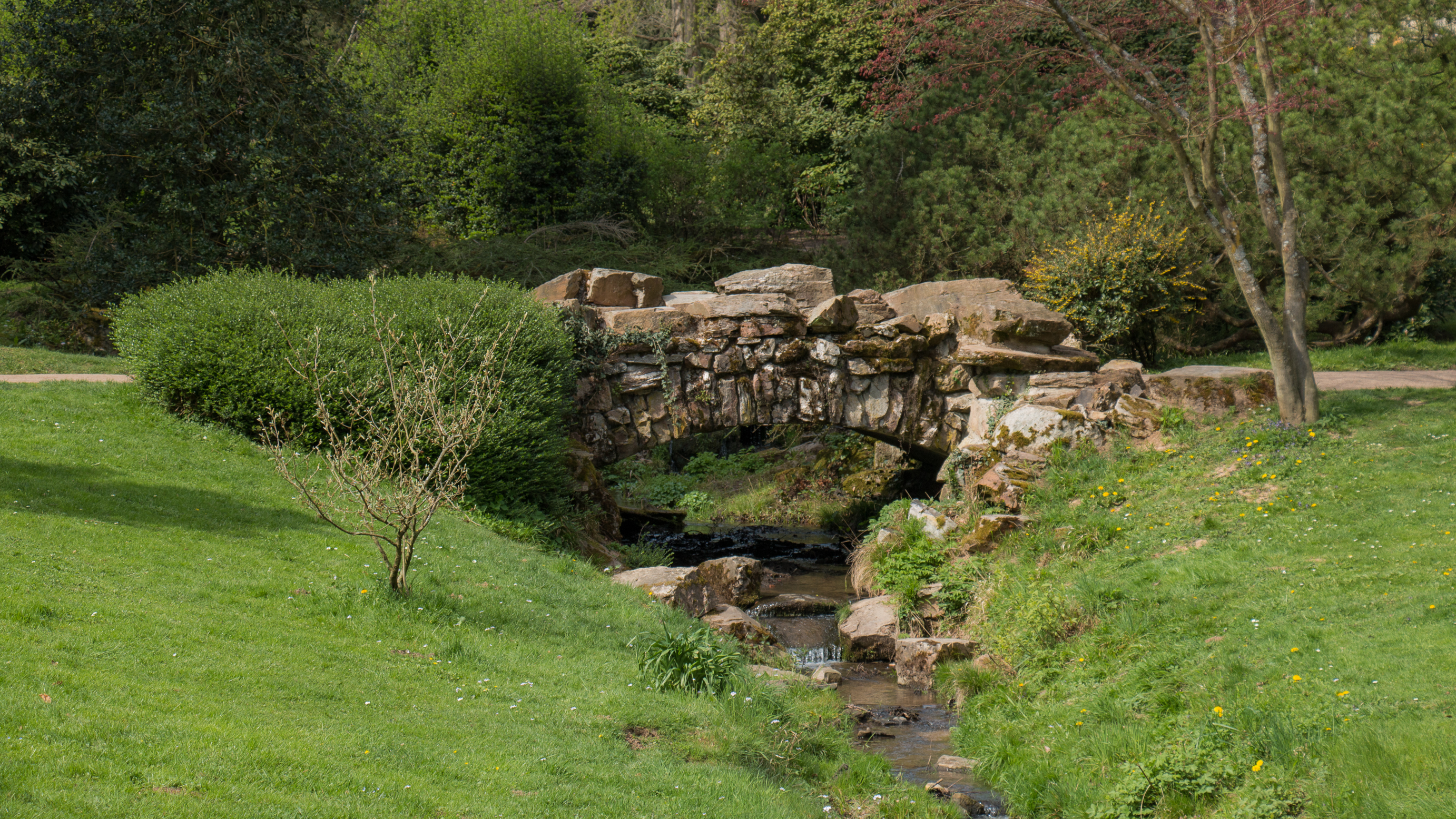
Eine der steinernen Brücken im Park
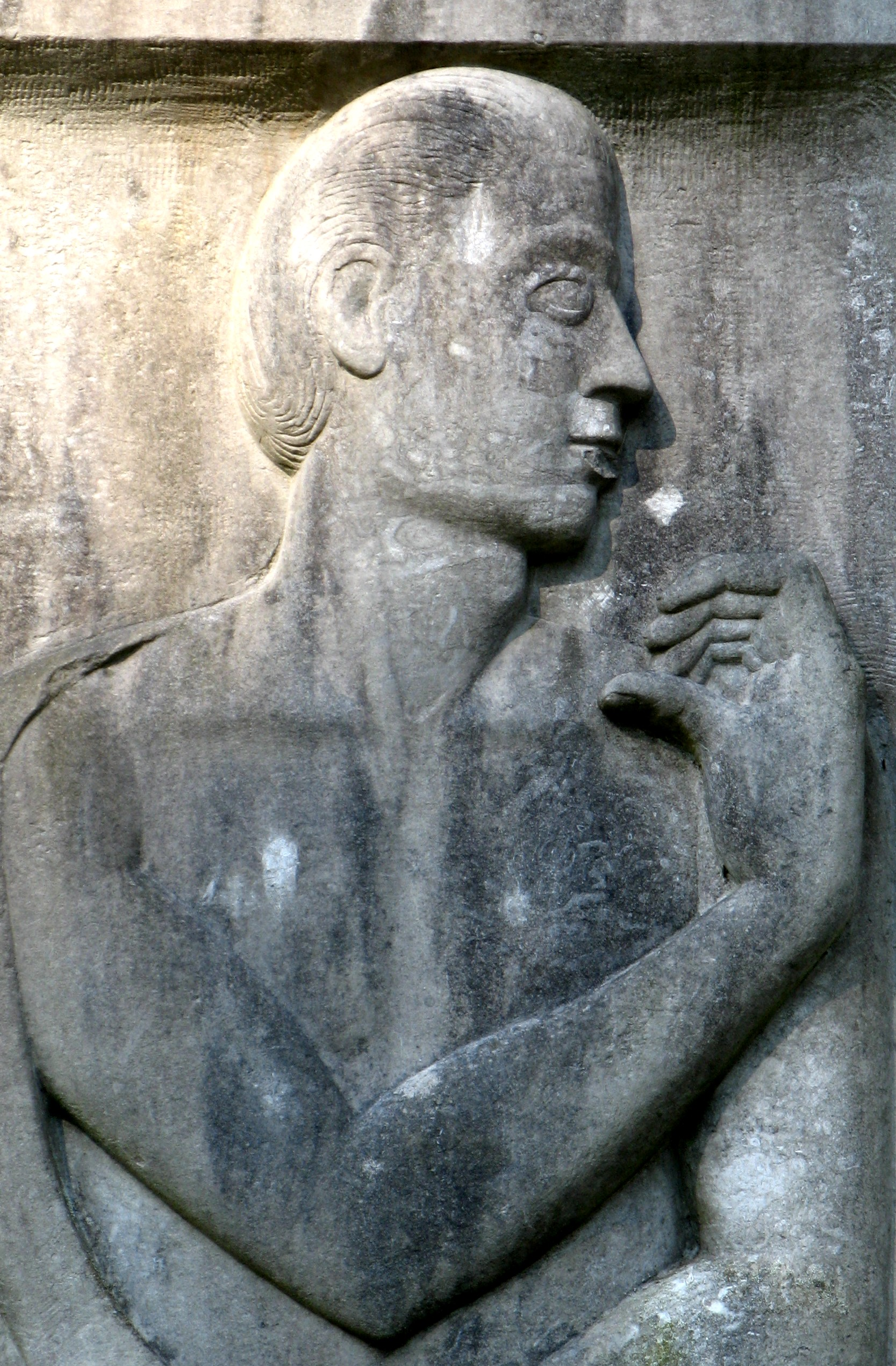
Denkmal für Friedrich von Bodenstedt
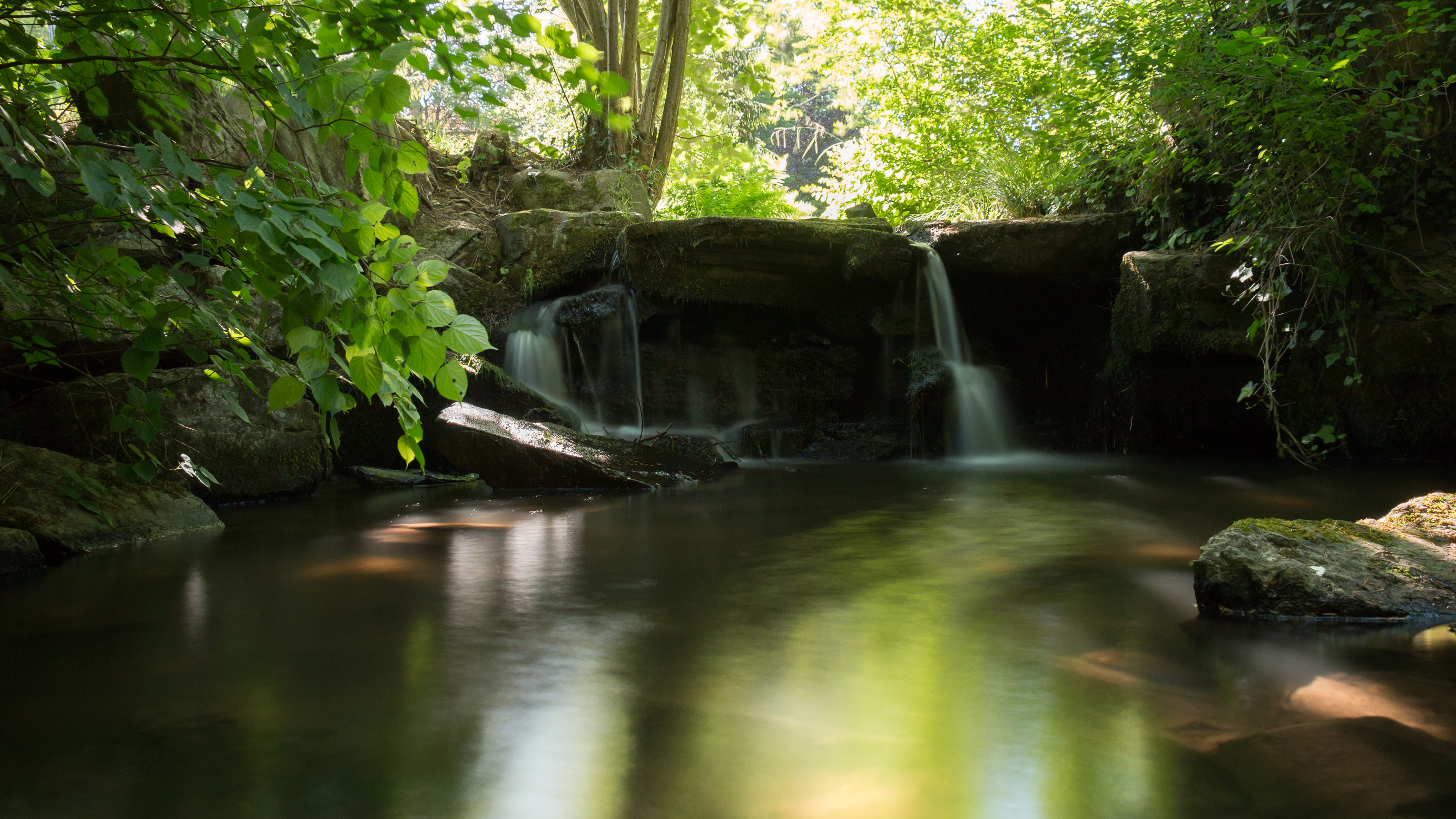
Der Schwarzbach im Park
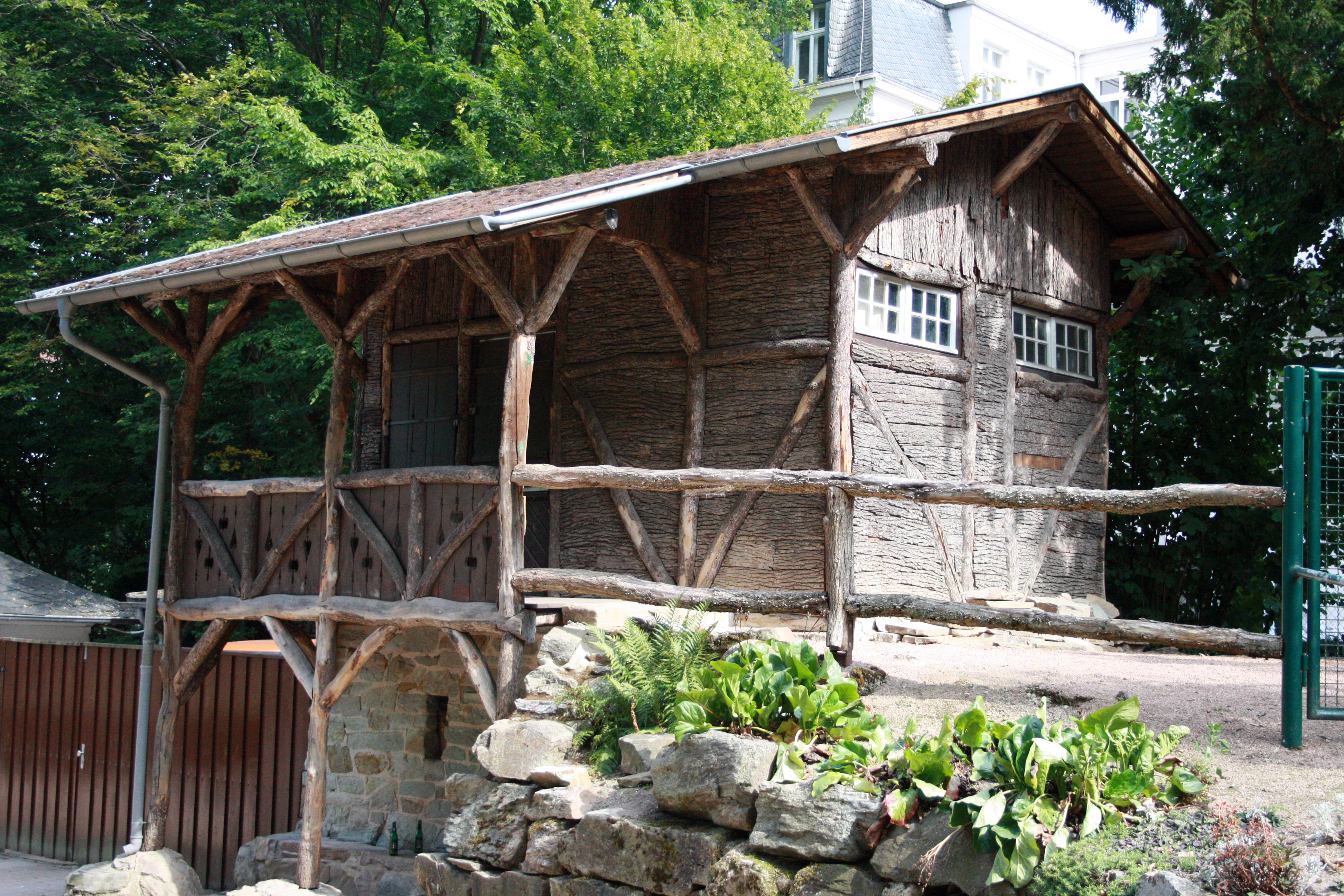
Schweizer Häuschen
Der 1888 errichtete Viadukt der Nerobergbahn am Ende der heutigen Nerotalanlagen in Wiesbaden, davor ein Holzpavillon, in dem sich ein Studio für Porträtfotografie für Touristen befand, historische Fotografie um 1895